# چونگ-یارگیلچاک
چونگ-یارگیلچاک (به لاتین: Chong Jargylchak) یک رود است که در قرقیزستان واقع شده‌است.